# Naunhofer See
Der Naunhofer See (auch Grillensee) ist eine ehemalige für den Autobahnbau benötigte Kiesgrube bei Naunhof im Landkreis Leipzig.

## Beschreibung und Lage
Der See gehört mit dem Ammelshainer See (auch Moritzsee) und dem Albrechtshainer See zu den drei Naunhofer Seen. Er liegt im Leipziger Neuseenland, einem Verbund aus teilweise noch entstehenden Badeseen, die vor allem aus Tagebaurestlöchern entstehen. Der Naunhofer See entstand durch den Kiesabbau der 1960er Jahre für den Bau der Autobahn A 14.
Der Naunhofer See hat eine Fläche von 57 Hektar bei einer durchschnittlichen Tiefe von dreieinhalb Metern, die maximale Tiefe beträgt 25 Meter. Heute wird er vor allem touristisch genutzt. Von besonderem Vorteil sind die Anbindung an die Autobahn A 14 (Anschlussstelle 29, Naunhof) und die guten Parkmöglichkeiten.